# 曼辛哈普尔
曼辛哈普尔（Mansinhapur），是印度西孟加拉邦Haora县的一个城镇。总人口5401（2001年）。

## 人口
该地2001年总人口5401人，其中男性2811人，女性2590人；0—6岁人口570人，其中男306人，女264人；识字率75.56%，其中男性为80.75%，女性为69.92%。